# Daniel Spellbound
Daniel Spellbound è una serie animata statunitense creata da Matt Fernandes della Industrial Brothers. Co-prodotta da Netflix Animation, Industrial Brothers e Boat Rocker Studios, la serie ha debuttato il 27 ottobre 2022 su Netflix.

## Episodi
| Stagione         | Episodi | Episodi | Prima TV USA | Prima TV Italia |
| ---------------- | ------- | ------- | ------------ | --------------- |
| Prima stagione   | 10      | 10      | 2022         | 2022            |
| Seconda stagione | 10      | 10      | 2023         | 2023            |

## Personaggi

### Personaggi principali
- Daniel Spellbound (doppiato da Alex Barima) - è un adolescente afro-latino orfano ex-tracker del mondo magico nascosto agli umani. Il suo compito era quello di trovare ingredienti per i maghi. Nella stagione 2, non è più un tracker a causa della violazione del codice tracker, quindi deve trovare un oggetto non rintracciabile per riguadagnare di essere di nuovo un tracker. In "The Tickle Pit", Jayce riesce ad aiutare Daniel presentando agli altri tracker un oggetto non rintracciabile e ora è tornato ad essere un tracker, ma si licenzia alla fine della stagione, unendosi a Lucy nella sua ricerca in tutto il mondo per sigillare Dread Magic.
- Hoagie (doppiato da Deven Mack) - è un essere umano trasformato in maiale che può fiutare la magia ed è il migliore amico e spalla di Daniel.
- Lucy Santana (doppiata da Chantel Riley) - è una maga rabdomante afroamericana che lavora per il Bureau of Magical Enforcement ed è una delle amiche di Daniel. Alla fine della stagione 1, diventa il nuovo capo del BoME. Nella stagione 2, Lucy può diventare il nuovo Primus se trova lo Scettro di Primus. Alla fine della stagione 2 Lucy è diventata il nuovo primus.
- Shakila "Shak" Chinda (doppiata da Saara Chaudry) - è una tracker bengalese e la sorella minore di Jayce Chinda.

### Personaggi secondari
- Viktor Albright (doppiato da Philip Craig) - il fattore di Albright Worldwide e un alchimista che sembra essere un vecchio amico del padre di Daniel, Duncan Spellbound. Nel finale della stagione 1, "Hold On Tight", è stato ucciso da Camilla (come Mago Oscuro).
- Tyson (doppiato da Dwayne Hill) un venditore di hot dog che è uno dei clienti di Daniel.
- Hector (doppiato da Sean Rey) un centauro ragno che lavora al Cheat Code.
- Burden (doppiato da Rainbow Sun Francks) sia un tracker che un mago.
- Bixby Prospero (doppiato da Lynn Rafferty) un tracker mezzo goblin.
- Nurenya (doppiata da Ellen Dublin) - una regina sirena di Shanghai, Cina.
- Spanos (doppiato da Joe Pingue) - un falsario di armi e il fratello minore di Nurenya.
- Haruspex (doppiata da Nadine Roden) - un oracolo che sa qualsiasi cosa.
- Elyse (doppiata da Julie Sype) - un'ex rabdomante e rivale di Lucy, intende essere la nuova Primus del Bureau of Magical Enforcement. In "Lo scettro e il sacrificio", è stata uccisa dopo che un mostro di roccia si è schiantato su di lei.

### Cattivi
- Camilla Thomas / Dark Mage (doppiata da Kyra Harper) - era l'ex capo del Bureau of Magical Enforcement. Il suo obiettivo era quello di controllare tutta la magia.
- The Pie Maker (doppiata da Catherine Disher) - è una piccola strega malvagia che Daniel sapeva essere la più malvagia di tutta New York. Possiede una panetteria di torte e si maschera da innocua vecchia signora.
- Kel (doppiato da Paul Amos) - è proprietario di Mystic Outpost che vende armi e oggetti magici agli acquirenti.
- Jaisukh "Jayce" Chinda (doppiato da Al Mukadam) - era un ex leggendario tracker bengalese e il fratello maggiore di Shak Chinda che è stato trasformato in un demone quando è stato corrotto da Dread Magic. La sua intenzione era quella di trovare lo Scrigno degli Incantesimi in modo da poter scatenare la Magia del Terrore e corrompere il mondo.

## Produzione
All'inizio di febbraio 2021, Daniel Spellbound è stato annunciato da Netflix. La produzione della serie è gestita da Industrial Brothers e Boat Rocker Studios, mentre la società madre di quest'ultimo, Boat Rocker Media, è responsabile della distribuzione globale del merchandising.
La prima stagione ha dieci episodi da 22 minuti.
La seconda stagione ha debuttato il 26 gennaio 2023.

## Accoglienza
Il recensore Riya Singh di Midgard Times ha dichiarato: "Lo spettacolo è adatto a tutte le età ed è un must per gli amanti dell'animazione. Oltre ad essere una serie d'azione e avventura, Daniel Spellbound trasmette il messaggio del lavoro di squadra e dell'importanza degli amici nella propria vita. Inoltre, le apparenze possono ingannare!"
Rishabh Chauhan di The Envoy Web scrive: "Il leitmotiv che cade ogni volta che il lato sinistro di Jayce è sullo schermo o recita è piuttosto orecchiabile e rimane una delle poche parti memorabili della musica per tutta la stagione.
Il ritmo è uno dei principali punti di forza della stagione 2 di Daniel Spellbound, ed è solo più efficace qui poiché la storia prende meno deviazioni e divergenze rispetto alla prima stagione.
C'è un certo senso di calore che viene mantenuto nel sequel e nel potenziale che, sebbene non sfruttato, è certamente uno che ispira speculazioni su ciò che potrebbe svolgersi dopo potrebbe effettivamente essere migliore.
È divertente sia per i bambini che per gli adulti nella stagione 2".